# Woiwodschap Klein-Polen

Powiats in Woiwodschap Klein-Polen

De woiwodschap Klein-Polen (Pools: Województwo małopolskie [uitspraak: [vɔjɛˈvut͡stfɔ mawɔˈpɔlskʲɛ], ong. vojevoetstfo mauopolskië]) is een Poolse woiwodschap. Het werd op 1 januari 1999 opgericht na samenvoeging van de voormalige woiwodschappen Kraków, Tarnów, Nowy Sącz en deels Bielsko-Biała en Katowice.

## Geschiedenis
In het verleden omvatte Klein-Polen een veel groter gebied dan de huidige regio met die naam, zie Klein-Polen (geschiedenis).

## Grootste steden
Steden met meer dan 20.000 inwoners in 2006
1. Kraków (Krakau) – 756.267 (326,80 km²)
2. Tarnów (Tarnau) – 123.697 (72,38 km²)
3. Nowy Sącz (Neusandez) – 89.484 (57,06 km²)
4. Olkusz (Olkusch) – 40.985 (25,66 km²)
5. Oświęcim (Auschwitz) – 40.809 (30,30 km²)
6. Chrzanów – 40.704 (38,31 km²)
7. Bochnia (Salzberg) – 37.402 (29,89 km²)
8. Nowy Targ (Neumarkt) – 33.480 (50,42 km²)
9. Gorlice – 28.645 (23,56 km²)
10. Zakopane – 27.261 (84,35 km²)
11. Skawina – 23.623 (23,56 km²)
12. Andrychów (Andrichau) – 21.998 (10,28 km²)

Stadsdistricten:
Krakau (Kraków) · Tarnów · Nowy Sącz

Districten:
Bochnia · Brzesko· Chrzanów · Dąbrowa Tarnowska · Gorlice · Krakau · Limanowa · Miechów · Myślenice · Nowy Sącz · Nowy Targ · Olkusz · Oświęcim · Proszowice · Sucha · Tarnów · Tatra · Wadowice · Wieliczka

Grootste steden:
Bochnia · Chrzanów · Gorlice · Krakau · Nowy Sącz · Nowy Targ · Olkusz · Oświęcim · Tarnów · Zakopane
Ermland-Mazurië · Groot-Polen· Heilig Kruis · Klein-Polen · Koejavië-Pommeren · Łódź · Lublin · Lubusz · Mazovië · Neder-Silezië · Opole · Podlachië · Pommeren · Silezië · Subkarpaten · West-Pommeren